# Burg Rückerode
Die Burg Rückerode ist die Ruine einer spätmittelalterlichen Spornburg im Weiler Rückerode nordöstlich von Hundelshausen, einem Stadtteil der Kleinstadt Witzenhausen im Werra-Meißner-Kreis im Nordosten von Hessen (Deutschland).

## Lage
Die Reste der Burg liegen auf einem 290 m hohen Felsvorsprung aus Dolomit wenige Meter östlich des Gutes Rückerode, das sich nordöstlich von Hundelshausen in einer nach Osten offenen Quellmulde des nach Nordosten über den Flachsbach zur Werra abfließenden Baches Wechselgrund befindet. Rückerode liegt auf Hundelshausener Gemarkung. Das Quelltal ist umgeben von Wald und wird in Nord-Süd-Richtung durch die Kreisstraße 63 gekreuzt. Südlich von Weiler und Burgruine liegt der Platz des Alten Gerichts am Fuß des Roggenberges südwestlich im Wald an der Kreuzung des Höhenwegs Meißner-Witzenhausen und der Verbindung Hundelshausen-Elkenrod.

## Geschichte
Die Burg wurde vermutlich als Vogteisitz um 1100 durch die Grafen von Bilstein erbaut, die Gaugrafen der damaligen Germaramark waren. Als hessisches Lehen (1327 urkundlich) kam der Besitz von 1301 bis 1372 an die Herren von Rengelrode, später an die Herren von Hundelshausen, 1428 an die Herren von Berge. Nach deren Aussterben 1622 fiel der Besitz an die Landgrafschaft Hessen-Kassel und wurde Staatsdomäne.
Per Anwartschaft vom März 1621 und dann per Dekret vom 20. Dezember 1623 übertrug Landgraf Moritz seiner zweiten Frau Juliane von Nassau-Dillenburg Haus und Vogtei Rückerode als Wittum. Im Jahre 1627, mit der Bildung der teilsouveränen Landgrafschaft Hessen-Rotenburg („Rotenburger Quart“), wurde die Vogtei Teil derselben. 1657 verkaufte Landgraf Ernst I. von Hessen-Rheinfels-Rotenburg die Vogtei Rückerode an Landgraf Wilhelm VI. von Hessen-Kassel. Noch im selben Jahr verpfändete Landgraf Wilhelm Haus und Vogtei Rückerode an Wilhelm von Polhelm.
Eine andere Zeitstellung und Besitzgabe wird in der Übersicht Hessen-Kassels von 1780 von Conrad Wilhelm Ledderhose genannt: Danach kam der Besitz der Vogtei erst nach dem Aussterben der Herren von Berg(e) 1633 mit Hans von Berge an Juliane von Nassau-Dillenburg, schon 1637 kaufte aber angeblich Landgraf Wilhelm V. in seinem Todesjahr Domäne und Vogtei. Weiter wird berichtet, dass am 18. Februar 1678 die Frau Landgraf Wilhelms VI., Hedwig Sophie von Brandenburg, von ihrem Sohn und amtierenden Landgrafen Carl von Hessen-Kassel die Vogteil eintauschte und in ihrem Testament vom 16. Oktober des Folgejahres an ihren Sohn Philipp von Hessen-Philippsthal vermachte, wo es in Folge eines weiteren Tauschvertrages vom 17. Januar 1733 wieder an das Haupthaus Hessen-Kassel zurückkam.
Mit Weitergabe als Wittum wurde das Gut nur noch landwirtschaftlich genutzt. Ob die Burg zerstört wurde oder verfiel, ist nicht bekannt.

## Beschreibung

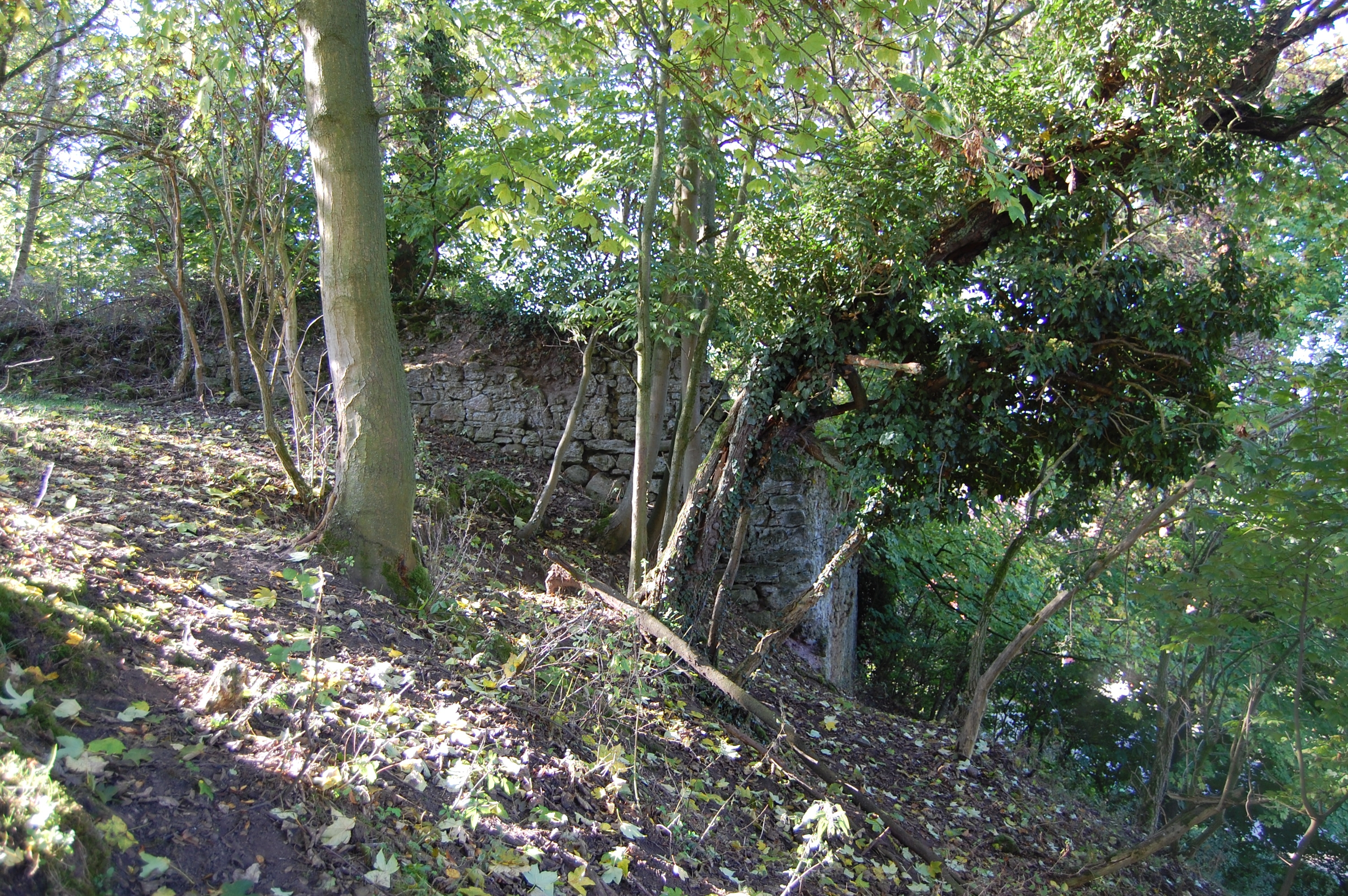
Burgruine Rückerode, Mauerreste

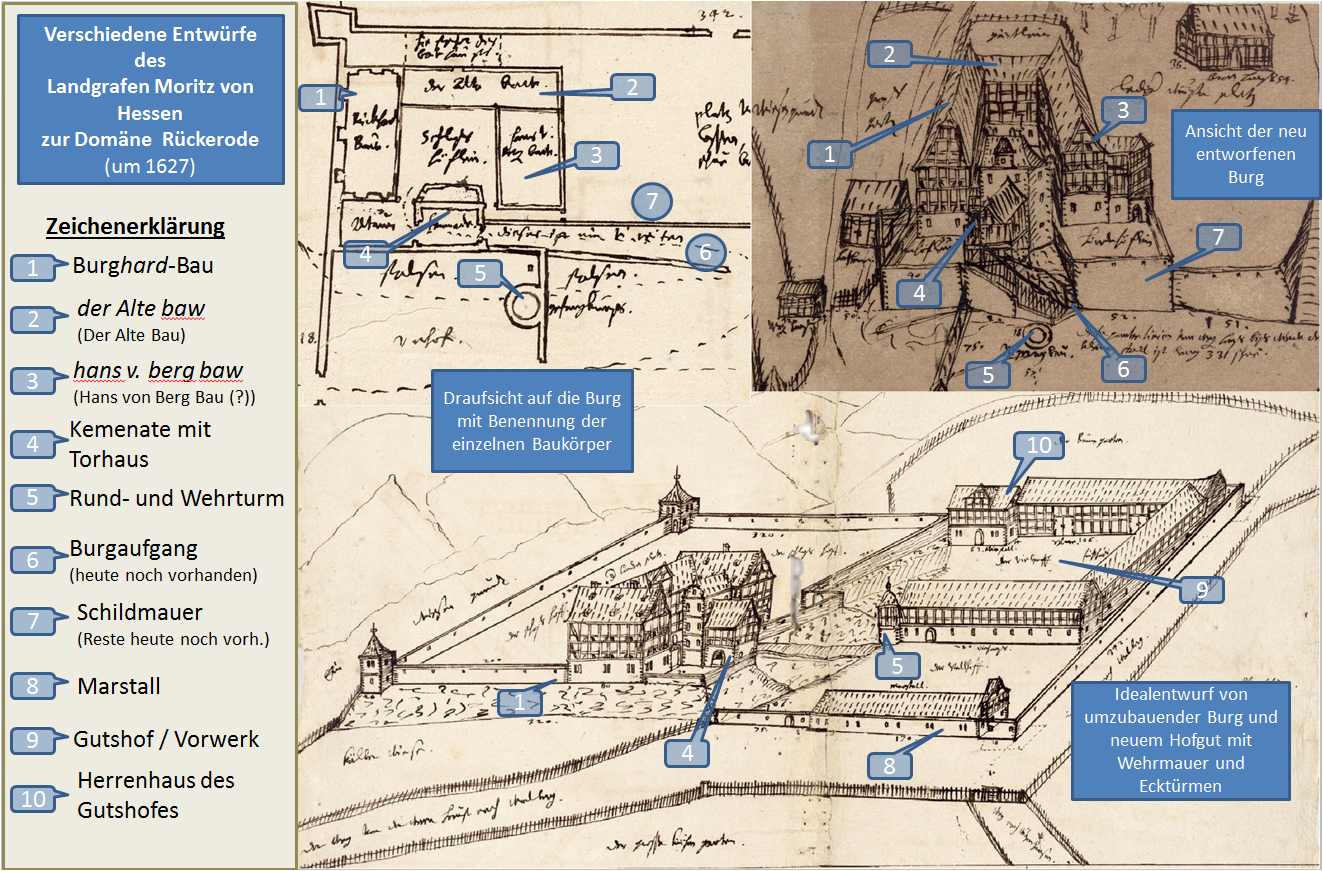
Entwürfe des Landgrafen Moritz von Hessen von 1627 Gutshof und Burg Rückerode darstellend, mit Erläuterung bekannter Bauten

Von der kleinen Burg sind heute nur noch Mauerzüge an einem Felsvorsprung östlich des Weilers zu sehen. Ein Halsgraben ist nicht mehr erkennbar. Eine Gipshöhle wurde als Keller ausgebaut. Aus dem gewonnenen Felsmaterial wurde vermutlich das Material für die hohe Wehrmauer, die den Felshügel heute in einer Höhe von etwa noch drei Metern umgibt, und einen Wehr- oder Wohnturm auf der Spitze des Felsens benutzt.
Eine exakte Baubeschreibung ist nicht bekannt, noch wurde die Ruine archäologisch untersucht.
Es sind aber Bauzeichnungen von 1627 erhalten, die zeigen, wie Landgraf Moritz das Gut und die Burg erneuern und ausbauen wollte, inklusive einer Befestigungsmauer um das gesamte Gebiet mit vier Ecktürmen. Das wurde als solches aber nie komplett umgesetzt. Ob die Zeichnungen zu den umzubauenden Burgresten auf den alten Mauerzügen beruhen, ist nicht verifiziert. Nach diesen befand sich der Aufgang zur Burg etwa an der heutigen Stelle und war durch einen Turm gesichert. Über ein Fachwerk-Torhaus das mit dem einzigen steinernen, Kemenate genannten, Bau verbunden war, gelangte man in den Burghof, der U-förmig von drei Gebäuden, zweigeschossigen Fachwerkgebäuden mit Satteldächern auf steinernen Grundmauern, umstanden war.
Der Umbau des Gutes erfolgte nur in Grundzügen und wurde über die folgenden Jahrhunderte mehrfach verändert. 
Die heutigen Gebäude des Gutshofs stammen aus der Mitte bzw. dem Ende des 19. Jahrhunderts, lediglich eine Fachwerkscheune ist älter.